# Лидербах (Таунус)
Лидербах (нем. Liederbach am Taunus) — община в Германии, в земле Гессен. Подчиняется административному округу Дармштадт. Входит в состав района Майн-Таунус. Население составляет 8732 человека (на 31 декабря 2010 года). Занимает площадь 6,2 км².

## Фотографии

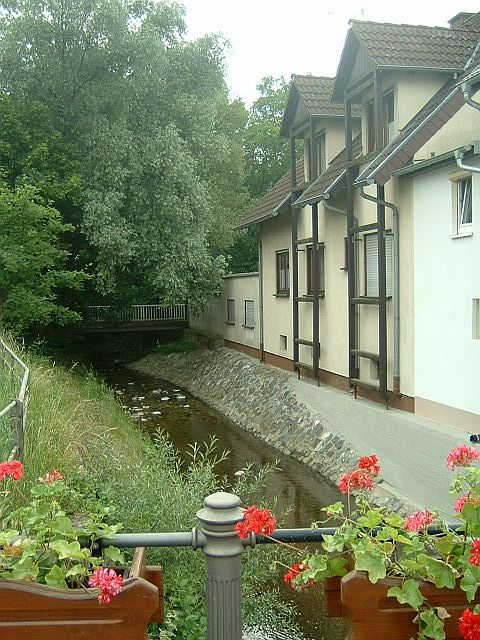
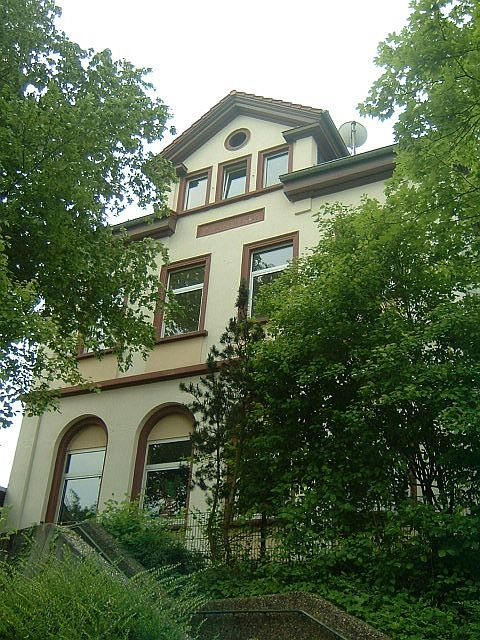
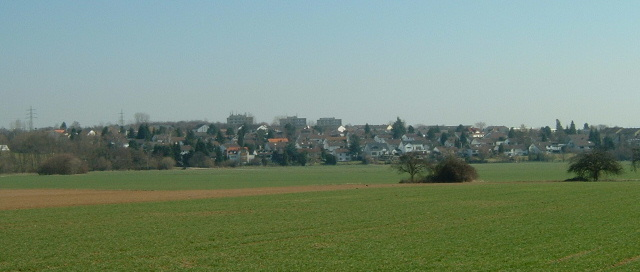

## Города-побратимы
- Салдус (Латвия)